# ترديلنيك
ترديلنيك (بالإنجليزية: Trdelník)‏ هو نوع من الكعك الملفوف مصنوع من العجين الملفوف على عود ثم تُشوى، مرشوش عليه السكر والجوز.